# نوكيا 8600 لونا
نوكيا 8600 هو أحد أجهزة نوكيا، شركة الهواتف والتقنية النقالة. يأتي هذا الجهاز مع شاشة من نوع320 * 240 24- (16.7 مليون) لون. تم إصدار هذا الجهاز في 2007. أما بالنسبة لوضعية إنتاجه الحالية فلا يزال ينتج الى يومنا هذا. ته/تردده هي النظام العالمي للإتصالات المتنقلة. جيل الجهاز هو BB5.0. عامل الشكل (التصميم) للجهاز هو .